# Idioma wathaurong
Wathawurrung, también llamado Wathaurong o Wada wurrung, antiguamente referido como Barrabool, es el idioma australiano aborigen hablado por el pueblo wathaurong de la nación Kulin de Victoria central. Fue hablado por 15 clanes al sur del río Werribee y la península de Bellarine hasta Streatham.

## Nombres de lugares derivados de los términos del idioma Wathawurrung
| Lugare             | Origen |
| ------------------ | --- |
| Barrabool          | Poco claro, se informa de diversas formas como "ostra", "pendiente hacia el agua" o "colina redondeada". |
| Barwon             | De Barrwang que significa "Urraca", mismo origen que la ciudad de Parwan. |
| Bungaree           | Significa "choza" o "tienda". |
| Buninyong          | De Buninyouang, registrado por los primeros colonos como "Hombre acostado boca arriba con la rodilla levantada", en referencia al perfil del Monte Buninyong.                                                    |
| Connewarre         | De koonoowarra, que significa cisne negro. Same origin as the town of Koonwarra in South Gippsland. |
| Corio              | Posiblemente "acantilados de arena", otras fuentes afirman "pequeño marsupial" o "wallaby". |
| Geelong            | De Djillong, el Ayuntamiento de Geelong sostiene que significa "Tierra" o "Acantilados", otras fuentes sugieren que era el nombre original de Corio Bay.                                                         |
| Gheringhap         | Ya sea de "gheran" que significa "madera", seguido de un sufijo de nombre de lugar "-hap", or a reference to the black wattle tree.                                                                              |
| Gnarwarre          | Se dice que es del nombre de un humedal local y sus aves acuáticas, posiblemente del mismo origen que el Lago Connewarre de kunuwarra para el cisne negro.                                                       |
| Jan Juc            | O "leche" or "ironbark". |
| Koorweinguboora    | O "donde la grulla come ranas" o "tierra de muchas aguas". |
| Modewarre          | El pato almizclero. |
| Moolap             | Un lugar de encuentro para la recolección de mariscos. |
| Moorabool          | Ya sea de una palabra para "fantasma" o el nombre del zarapito. |
| Moriac             | que significa "colina". |
| Parwan             | De Barrwang que significa "Urraca", mismo origen que el del río Barwon. |
| Wendouree          | de wendaaree (la palabra wathawurrong que significa irse). Cuando el colono William Cross Yuille le preguntó a una mujer indígena local cuál era el nombre del lago, ella le dijo que se fuera. de ahí el nombre |
| Werribee           | De Wirribi-yaluk, el nombre del río Werribee, y se dice que Wirribi significa "columna vertebral" o "columna vertebral".                                                                                         |
| Wingeel            | De la palabra para el águila de cola de cuña y espíritu creador. Compara la ortografía Bunjil de otros idiomas de Kulin                                                                                          |
| Woady Yaloak River | De Wurdi-yaluk que significa "gran riachuelo". |
| You Yangs          | Según se informa Ude Youang, que significa "grandes montañas". |